# Аффикс
А́ффикс (от лат. affixus «прикреплённый»), также форма́нт или форматив, — морфема, которая присоединяется к корню и служит для образования слов. Аффиксы могут быть словообразовательными (как английский -ness и pre-) и флексионными (как -s и -ed). Аффикс является связанной морфемой (морфема, которая не совпадает с основой хотя бы в одной словоформе неслужебного слова, например: kindness, unlikely). Префиксы и суффиксы могут быть отделимыми аффиксами.

## Классификация

### Позиционные категории аффиксов
Аффиксы делятся на несколько категорий в зависимости от их позиции относительно корня слова. Самыми распространёнными терминами для обозначения аффиксов являются суффикс и префикс. Реже встречаются термины инфикс и циркумфикс, так как инфиксы практически отсутствуют в европейских языках, а циркумфиксы встречаются только в некоторых германских.
| Аффикс               | Пример                                                           | Схема                        | Описание                                                                                     |
| -------------------- | ---------------------------------------------------------------- | ---------------------------- | -------------------------------------------------------------------------------------------- |
| Приставка            | передел                                                          | префикс-корень               | Стоит перед корнем слова                                                                     |
| Интерфикс            | самолёт                                                          | кореньa-интерфикс-кореньb    | Связывает два слова вместе в сложных словах                                                  |
| Постфикс             | задерживаемся (суффикс) судьба (окончание)                       | корень-постфикс              | Стоит после корня слова                                                                      |
| Инфикс               | saxomaphone                                                      | кор-инфикс-ень               | Стоит внутри корня — часто встречается в калимантанско-филиппинских языках                   |
| Циркумфикс (конфикс) | gemacht                                                          | циркум-корень-фикс           | Одна часть аффикса стоит перед корнем, а вторая — после                                      |
| Дуплификс            | teeny-weeny                                                      | корень~дуплификс             | Включает в себя удвоенную часть корня слова (может стоять в начале, конце, или внутри корня) |
| Трансфикс            | Мальтийский язык: kiteb 'он писал' (ср. корень ktb 'писать')     | ко-трансфикс-ре-трансфикс-нь | Прерывистый аффикс, стоящий внутри прерывистого корня слова                                  |
| Симульфикс           | mouse → mice                                                     | кор-симульфикс-нь            | Изменяет какой-либо корневой сегмент                                                         |
| Супрафикс            | prOduce (сущ.) prodUce (глаг.)                                   |                              | Изменяет супрасегментную фонему корня слова                                                  |
| Дисфикс              | Алабамский язык: tipli 'разрушать' (ср. корень tipasli 'ломать') | корень                       | Элизия части корня                                                                           |

### По функциональности
- Непродуктивный аффикс — редко принимает участие в создании слов или не используется в современном языке совсем.
- Продуктивный аффикс — широко используется для создания новых слов и форм. Например, в русском языке: -чик, под-.
- Словообразовательный аффикс — для образования новых слов. Например, в русском языке: пере-, -тель.
- Формообразующий аффикс — для образования форм слов. Например, в русском языке: нос-ивш-ий, окн-а, ходи-л-а.

## Лексические аффиксы
Лексические аффиксы (или семантические аффиксы) являются связанными элементами, которые по форме являются аффиксами, а функционируют как инкорпорированные существительные внутри глагольных форм и как элементы сложных существительных. Но несмотря на схожесть, лексические аффиксы никогда не встречаются в качестве отдельных существительных.
Лексические аффиксы довольно редки. Так, лексические суффиксы присутствуют в вакашских, салишских и чимакуанских языках — территориальная особенность языков северо-западного побережья Северной Америки.
Лексические суффиксы по сравнению с существительными обладают более обобщённым или общеродовым значением. Например, один из этих языков может иметь лексический суффикс, обозначающий воду вообще, но в это же время не имеет именного эквивалента со обобщённым значением вода, вместо чего оперирует существительными с более узкими значениями (солёная вода, чистая вода). Другими словами, лексические суффиксы в разной степени грамматикализировались.
Некоторые лингвисты утверждают, что подобные лексические суффиксы придают глаголам черты наречия или прилагательного. Другие же считают, что они могут быть синтаксическими глагольными аргументами, как и отдельные существительные. Таким образом, они приравнивают лексические суффиксы к инкорпорированным существительным.